# 米亚 (上加龙省)
米亚（法語：Milhas）是法国上加龙省的一个市镇，属于圣戈当区（Saint-Gaudens）阿斯佩县（Aspet）。该市镇总面积19.68平方公里，2009年时的人口为175人。

## 人口
米亚人口变化图示